# معاداة الكاثوليكية
معاداة الكاثوليكية هي العداوة نحو أو معارضة الكاثوليكية وخصوصًا الكنيسة الرومانية الكاثوليكية وأساقفتها ورؤسائها وأتباعها ومهماتها الدينية ونفوذ هذه الكنيسة وأحياناً ما تصل إلى الإضطهاد الديني للكاثوليك. في فترات مختلفة بعد الإصلاح البروتستانتي، قامت بعض الدول البروتستانتية، بما في ذلك إنجلترا وبروسيا واسكتلندا بمناهضة الكاثوليكية وعارضت البابوية والطقوس الكاثوليكية، وأدت في كثير من الأحيان الموضوعات السياسيَّة الرئيسيَّة والمشاعر المعادية للكاثوليكية إلى التمييز الديني ضد الأفراد الكاثوليك (والذين يُشار إليهم غالبًا في البلدان البروتستانتية الناطقة بالإنجليزية باسم «البابويين» أو «الرومانيين»). ويُحدد المؤرخ جون وولف أربعة أنواع من معاداة الكاثوليكية: الدستورية القوميَّة، واللاهوتيَّة، والشعبيَّة، والاجتماعية الثقافية.
تاريخياً، اتهم الكاثوليك الذين يعيشون في البلدان البروتستانتية في كثير من الأحيان في التآمر ضد الدولة وفي تعزيز المصالح البابوية. وأدّى الدعم الكاثوليكي «للبابا الأجنبي» إلى مزاعم بعدم الولاء للدولة. في معظم الدول البروتستانتية التي عرفت هجرة واسعة النطاق، مثل الولايات المتحدة وأستراليا، غالبًا ما تداخلت أو اختلطت الشكوك حول المهاجرين الكاثوليك أو التمييز ضدهم مع الأهلانية أو رهاب الأجانب أو الإستعلاء العرقيّ أو العنصرية (مثل معاداة الإيطاليين، والإيرلنديين، والهسبان، والكيبكيين، والفرنسيين، والبولنديين).
في الفترة الحديثة المبكرة، كافحت الكنيسة الرومانية الكاثوليكية للحفاظ على دورها الديني والسياسي التقليدي في مواجهة القوى العلمانية الصاعدة في البلدان الكاثوليكية. ونتيجة لهذه الصراعات، نشأ موقف عدائي تجاه القوة السياسية والاجتماعية والروحيَّة والدينيَّة الكبيرة للبابا ورجال الدين في شكل العداء لرجال الدين. وكانت محاكم التفتيش هدفًا مفضلاً للهجوم. اكتسبت القوى المناهضة لرجال الدين قوة بعد عام 1789 في بعض الدول الكاثوليكية في المقام الأول، مثل فرنسا وإسبانيا والمكسيك. تشكلَّت الأحزاب السياسية التي عبرت عن موقف عدائي تجاه القوة السياسية والاجتماعية والروحية والدينية الكبيرة للكنيسة الكاثوليكية في شكل معاداة رجال الدين، والهجمات على سلطة البابا في تعيين الأساقفة، والجماعات الكاثوليكية الدولية خصوصاً اليسوعيين.

## في الدول التي يدين معظمها بالبروتستانتية
صنّف المصلحون البروتستانت، بمن فيهم جون ويكليف ومارتن لوثر وهنري الثامن وجون كالفن وتوماس كرانمر وجون توماس وجون نوكس وروجر ويليامز وكوتن ميذر وجون ويزلي وكذلك معظم البروتستانت في القرنين السادس عشر والتاسع عشر، البابوية بصفتها عدوةً للمسيح. كتبت مجموعة من العلماء اللوثريين في ماغديبورغ برئاسة ماثياس فلاشيوس، 12 مجلدًا من قرنيات ماغديبورغ لتشويه سمعة البابوية ودفع المسيحيين الآخرين إلى الاعتراف بالبابا بصفته عدوًا للمسيح. تُشير الجولة الخامسة من المحادثات في الحوار اللوثري الكاثوليكي إلى:
«بإطلاق صفة عدو المسيح على البابا، وقف اللوثريون مبكرًا في تقليد يعود للقرن الحادي عشر. لا يقف الأمر على المنشقين والهراطقة بل حتى القديسين أطلقوا تلك الصفة على أسقف روما عندما تمنوا انتقاد إساءته لاستخدام السلطة. ما فهمه اللوثريون بشكل غير صحيح بصفته ادعاءً بابويًا بسلطة لا محدودة على كل شيء وعلى كل شخص والتي تذكرهم بالتصور المدمر لكتاب دانيال المقطع 11، وهو مقطع طُبق على البابا بصفته عدوًا للمسيح في نهاية الزمان وحتى قبل الإصلاح».
تحتوي الأعمال العقائدية التي نشرها اللوثريون والكنائس البروتستانتية والمشيخية والمعمدانية والقائلون بتجديد عماد والميثودية على إشارات إلى البابا باعتباره عدو المسيح، بما في ذلك مقالات سمالكالد، المادة 4 عام 1537 وأطروحة السلطة وأسبقية البابا عام 1537 واعتراف وستمنستر، المادة 25.6 عام 1646 والاعتراف المعمداني بالإيمان لعام 1689 المادة 26.4. في عام 1754، نشر جون ويسلي ملاحظاته التوضيحية على العهد الجديد، والتي تعد حاليًا المعيار الرسمي للكنيسة الميثودية المتحدة. في ملاحظاته على رؤية يوحنا (الفصل 13)، علق قائلاً: «إن الخلافة الكاملة للباباوات من غريغوري السابع هي بلا شك عدوة للمسيح. ومع ذلك، فإن هذا لا يكبحهم، لكن البابا الأخير في هذه الخلافة سيكون العدو الأشمل للمسيح، رجل الخطيئة، مضيفًا إلى من سبقه درجة غريبة من الشر من الهوة التي لا قعر لها».
في إشارة إلى رؤية يوحنا، صرح إدوارد جيبون أن «ميزة تحويل تلك النبوءات الغامضة ضد رؤية روما، ألهمت البروتستانت مع تبجيل غير شائع لحليف مفيد جدًا». أدان البروتستانت السياسة الكاثوليكية التي تلزم الكهنة بالعزوبة الإلزامية.
خلال عصر التنوير، الذي امتد عبر القرنين السابع عشر والثامن عشر، بتأكيده الشديد على الحاجة إلى التسامح الديني، كانت محاكم التفتيش هدفًا مفضلاً لهجوم المثقفين.

### الإمبراطورية البريطانية

#### بريطانيا العظمى
بدأت معاداة الكاثوليكية المؤسسية في بريطانيا وأيرلندا بالإصلاح الإنجليزي في عهد هنري الثامن. أعلن قانون التفوق لعام 1534 أن التاج الإنجليزي هو السلطة العليا الوحيدة على وجه الأرض للكنيسة في إنجلترا بدلًا من البابا. اعتُبر أي فعل ولاء للبابا خيانةً لأن البابوية ادعت كل من القوة الروحية والسياسية على أتباعها. بموجب هذا القانون، أُعدم القديسين توماس مور وجون فيشر وأصبحا شهداء للعقيدة الكاثوليكية.
كانت الملكة ماري، ابنة هنري، كاثوليكية متدينة، وخلال سنواتها الخمس كملكة (1553–158) حاولت عكس ذلك الإصلاح. تزوجت من ملك إسبانيا الكاثوليكي وأعدمت قادة البروتستانت. أطلق عليها البروتستانت اسم ماري الدموية.
استندت معاداة الكاثوليكية بين العديد من الإنجليز إلى خوفهم من أن البابا سعى إلى إعادة فرض ليس فقط السلطة الدينية الروحية على إنجلترا ولكن أيضًا السلطة العلمانية في تحالف مع عدوهم اللدود فرنسا أو إسبانيا. في عام 1570، سعى البابا بيوس الخامس إلى خلع إليزابيث بالمرسوم البابوي «الحكم العالي»، الذي أعلن أنها مهرطقة ويدعو جميع رعايا إليزابيث إلى إبطال الولاء لها. جعل هذا المرسوم رعايا إليزابيث الذين استمروا في ولائهم للكنيسة الكاثوليكية مشتبهًا بهم سياسياً، وجعلوا موقف رعاياها الكاثوليكيين غير مقبولين إلى حد كبير إذا حاولوا الحفاظ على الولاء في آن واحد. تعود قوانين العصاة الكاثوليك الإنجليز، التي تجعل الواجب القانوني العبادة في العقيدة الأنجليكانية، إلى عهد إليزابيث.
غذت مؤامرات الاغتيال التي كان فيها الكاثوليك هم المحركون الأساسيون معاداة الكاثوليكية في إنجلترا. وشملت هذه مؤامرة البارود الشهيرة، التي خطط فيها غاي فاوكس والمتآمرون الآخرون لتفجير البرلمان الإنجليزي أثناء انعقاد الجلسة. تضمنت المؤامرة البابوية الوهمية التي أبدعها تيتوس أوتس مجرد خدعة يعتقد الكثير من البروتستانت أنها حقيقية، ما أدى إلى تفاقم العلاقات الأنجليكانية الكاثوليكية.
تضمنت الثورة المجيدة في 1688-1689 الإطاحة بالملك جيمس الثاني، من سلالة ستيوارت، التي فضلت الكاثوليك، واستبداله ببروتستانتي هولندي. لعقود من الزمان كانت سلالة ستيوارت مدعومةً من فرنسا في مؤامرات لغزو بريطانيا وقهرها، واستمرت معاداة الكاثوليكية.

##### شغب غوردون
كانت أعمال الشغب التي قام بها جوردون عام 1780 بمثابة احتجاج عنيف ضد الكاثوليك في لندن ضد قانون البابويين لعام 1778، والذي كان يهدف إلى الحد من التمييز الرسمي ضد الكاثوليك البريطانيين. حذر اللورد جورج غوردون، رئيس الرابطة البروتستانتية من أن القانون سيمكن الكاثوليك في الجيش البريطاني من أن يصبحوا تهديدًا خطيرًا. تطورت الاحتجاجات إلى أعمال شغب ونهب واسع النطاق. كان القضاة المحليون يخشون الانتقام ولم يصدروا قانون الشغب. لم يكن هناك قمع حتى دخل الجيش أخيرًا وبدأ بإطلاق النار، فقتل مئات المحتجين. استمرت أعمال العنف الرئيسية في الفترة من 2 يونيو إلى 9 يونيو 1780. نفى الرأي العام، وخاصةً في أوساط الطبقة الوسطى والنخبة، مناهضة الكاثوليكية والعنف من الطبقة الدنيا، وتجمع خلف حكومة اللورد نورث. وقدمت مطالب لاستدعاء قوة من شرطة لندن.

#### القرن التاسع عشر
شهدت الحروب المريرة الطويلة مع فرنسا 1793-1815 ظهور معاداة الكاثوليكية كالرابط الذي جمع الممالك الثلاث معًا. من الطبقات العليا إلى الطبقات الدنيا، جُمع البروتستانت من إنجلترا واسكتلندا وإيرلندا في انعدام ثقة عميق ونبذ لكل الأشياء الفرنسية. صُورت تلك الأمة العدو على أنها موطن طبيعي للبؤس والاضطهاد بسبب عدم قدرتها الكامنة على إلقاء ظلام الخرافات الكاثوليكية والتلاعب الإكليريكي.
حصل الكاثوليك في أيرلندا على حق التصويت في تسعينيات القرن الثامن عشر، لكنهم بقوا خاملين سياسيًا لثلاثة عقود أخرى. أخيرًا، عبّئ دانييل أوكونيل هذه العناصر في أغلبية المناطق البرلمانية الأيرلندية. كان بإمكانهم الانتخاب فقط، لكن الكاثوليك لم يتمكنوا من الحصول على مقاعد في البرلمان. أصبحت قضية التحرر الكاثوليكي أزمةً كبرى. عكس الساسة السابقون المناهضون للكاثوليك بقيادة دوق ولينغتون وروبرت بيل مواقفهم لمنع أعمال عنف واسعة النطاق. حُرر جميع الكاثوليك في بريطانيا في قانون الإغاثة الكاثوليكية الرومانية لعام 1829. ينص هذا القانون على تحريرهم من معظم العقوبات والقيود التي واجهوها. ومع ذلك، استمرت المواقف المعادية للكاثوليكية.

#### منذ عام 1945
منذ الحرب العالمية الثانية، خفت حدة المشاعر المعادية للكاثوليكية في إنجلترا إلى حد ما. توج الحوار المسكوني بين الأنجليكانيين والكاثوليك في الاجتماع الأول لرئيس أساقفة كانتربيري مع البابا منذ الإصلاح عندما زار رئيس الأساقفة جيفري فيشر روما في عام 1960. ومنذ ذلك الحين، استمر الحوار من خلال المبعوثين والمؤتمرات الدائمة. وفي الوقت نفسه، فإن كل من الكنائس غير المطابقة مثل الميثوديين، وكنيسة إنجلترا القائمة، انخفض عدد مريديها بشكل كبير. تستمر العضوية الكاثوليكية في بريطانيا في النمو، بفضل هجرة العمال الأيرلنديين والعمال البولنديين مؤخرًا.
الصراع والتنافس بين الكاثوليكية والبروتستانتية منذ 1920، وخاصة منذ ستينيات القرن الماضي، تركزت في المشاكل في أيرلندا الشمالية.
كانت معاداة الكاثوليكية في بريطانيا ممثلة منذ فترة طويلة بحرق دمية المتآمر الكاثوليكي غاي فاوكس في احتفالات واسعة النطاق في ليلة غاي فاوكس في الخامس من نوفمبر كل سنة. فقد هذا الاحتفال، مع ذلك، فقد إلى حد كبير أي دلالة ضد الكاثوليكية. هناك بقايا صغيرة لمعاداة الكاثوليكية في الوقت الحالي.

#### أيرلندا
كعقاب على تمرد عام 1641، صودرت جميع الأراضي التي يملكها الكاثوليك الأيرلنديون تقريبًا ومُنحت للمستوطنين البروتستانت. بموجب قوانين العقوبات، لا يمكن لأي كاثوليكي أيرلندي أن يشارك في البرلمان الأيرلندي، على الرغم من أن حوالي 90% من سكان إيرلندا هم من أصل كاثوليكي أيرلندي عندما طُرح أول حظر عام 1691. ألقي اللوم على النزاع الكاثوليكي-البروتستانتي في الكثير من المشاكل التي حدثت، أي الصراع المستمر في أيرلندا الشمالية.
قتل الحكام البروتستانت الإنجليز عدة آلاف من الأيرلنديين (معظمهم من الكاثوليك) الذين رفضوا الاعتراف بالحكومة وطلبوا تحالفًا مع فرنسا الكاثوليكية، العدو الأكبر لإنجلترا. شن الجنرال أوليفر كرومويل، الدكتاتور العسكري في إنجلترا (1653-1658) هجومًا عسكريًا واسع النطاق على الكاثوليك في أيرلندا (1649-1653). يشرح فرانسيس ستيوارتذلك قائلًا: «في مواجهة احتمال التحالف الأيرلندي مع تشارلز الثاني، قام كرومويل بسلسلة من المذابح لإخضاع الأيرلنديين. ثم بمجرد عودة كرومويل إلى إنجلترا، اعتمد الجنرال هنري إيرتون عمداً متعمدًا سياسة حرق المحاصيل والتجويع، والتي كانت مسؤولة عن غالبية حالات الوفاة التي يقدر عددها بحوالي 600 ألف شخص من إجمالي السكان الأيرلنديين البالغ عددهم مليون وأربعمة ألف شخص».
بالإضافة إلى النزاع العسكري والاحتلال، أبعد خمسة آلاف امرأة وطفل ورجل قسراً من أيرلندا وأرسلوا إلى برمودا وبربادوس كخادمين بعقود.

##### القوانين التي قيدت من حقوق الأيرلنديين الكاثوليك
كانت مجاعة البطاطا الأيرلندية ترجع جزئياً إلى قوانين معاداة الكاثوليكية. في القرنين السابع عشر والثامن عشر، مُنع الكاثوليك الأيرلنديين بموجب قوانين العقوبات من شراء أو تأجير الأراضي أو التصويت أو شغل مناصب سياسية أو العيش في/أو ضمن 8 كيلومتر من المقاطعات المشتركة ومن الحصول على التعليم ومن الحصول على مهنة ومن القيام بالعديد من الأشياء الأخرى التي كانت ضرورية للشخص لتحقيق النجاح والازدهار في المجتمع. أصلحت القوانين إلى حد كبير بحلول عام 1793، وفي عام 1829، كان بإمكان الكاثوليك الأيرلنديين أن يشاركوا مرة أخرى في البرلمان في أعقاب قانون التحرر.

#### كندا
كانت مخاوف الكنيسة الكاثوليكية قوية للغاية في القرن التاسع عشر، خاصة بين المهاجرين المشيخيين وغيرهم من البروتستانت في أيرلندا.
في عام 1853، خلفت أعمال الشغب في غافازي 10 قتلى في كيبيك في أعقاب الاحتجاجات الكاثوليكية الأيرلندية ضد الخطب المناهضة للكاثوليكية من قبل الراهب السابق أليساندرو غافازي. كان محرر الصحيفة الأكثر انتشارًا في كندا، ذا جلوب أوف تورنتو، جورج براون، وهو مهاجر مشيخي من أيرلندا سخر وندد بالكنيسة الكاثوليكية واليسوعيين والكهنة والراهبات وغيرهم. ظل البروتستانت الأيرلنديون قوة سياسية حتى القرن العشرين. ينتمي الكثيرون إلى منظمة أورانج أوردر، وهي منظمة معادية للكاثوليكية لها فروع في جميع أنحاء كندا كانت الأقوى خلال أواخر القرن التاسع عشر.
كان دالتون مكارثي (1836–1898) أحد القادة الرئيسيين، وهو بروتستانتي هاجر من أيرلندا. في أواخر القرن التاسع عشر حشد منظمة أورانج أو البروتستانت الأيرلنديين، وقاتل بشدة ضد الكاثوليك الأيرلنديين وكذلك الكاثوليك الفرنسيين. شارك بحمية لإلغاء اللغة الفرنسية في مدارس مانيتوبا وأونتاريو.